# Amoni bifluoride
Amoni bifluoride hoặc Amoni hydro fluoride là hợp chất vô cơ có công thức là NH4HF2 hoặc NH4F·HF. Hợp chất này được điều chế từ amonia và hydro fluoride. Muối không màu này là một chất ăn mòn thủy tinh và là chất trung gian trong sản xuất acid hydrofluoric, có tính ứng dụng cao

## Kết cấu
Amoni bifluoride, như tên gọi của nó, chứa một cation amoni (NH4+) và bifluoride, hoặc hydro difluoride, anion (HF2−). Các anion triatom bifluoride đối xứng trung tâm có liên kết hydro mạnh nhất được biết đến, với chiều dài F − H là 114 pm. Và năng lượng liên kết lớn hơn 155 kJ mol − 1. Trong chất rắn [NH4] [HF2], mỗi cation amoni được bao quanh bởi bốn trung tâm fluoride trong một khối tứ diện, với các liên kết hydro hydro-fluor có mặt giữa các các nguyên tử hydro của ion amoni và các nguyên tử fluor. Các giải pháp chứa các cation tứ diện [NH4]+ và anion [HF2].

## Sản xuất và ứng dụng
Amoni bifluoride là một thành phần của một số chất ăn mòn. Nó tấn công thành phần silica của thủy tinh:
SiO2 + 4 [NH4] [HF2] → SiF4 + 4 NH4F + 2 H2O
Kali bifluoride là một chất ăn mòn được sử dụng phổ biến hơn. Amoni bifluoride đã được coi là chất trung gian trong sản xuất acid hydrofluoric từ acid hexafluorosilicic. Do đó, acid hexafluorosilicic bị thủy phân để tạo ra amoni fluoride, chất này bị phân hủy nhiệt để tạo ra bifluoride:
H2SiF6 + 6 NH3 + 2H2O → SiO2 + 6NH4F

2NH4F → NH3 + NH4HF2
Amoni bifluoride thu được sẽ được chuyển thành natri bifluoride, chất này bị phân hủy nhiệt để giải phóng HF.

## Độc tính
Amoni bifluoride là chất có độc tính và là một tác nhân ăn mòn da. Khi tiếp xúc với da, cần rửa sạch bằng nước rồi sau đó điều trị bằng calci gluconat. Nếu có tiếp xúc với chất này, cần ngay lập tức liên lạc với các bên chức năng để có thể điều trị.